# バンカー・ヒル (ミサイル巡洋艦)
バンカー・ヒル(USS Bunker Hill, CG-52)は、アメリカ海軍のミサイル巡洋艦。タイコンデロガ級ミサイル巡洋艦の6番艦。艦名は独立戦争でのバンカーヒルの戦いに因む。その名を持つ艦としては2隻目。

## 艦歴
バンカー・ヒルはミシシッピ州パスカグーラのインガルス造船所で1984年1月11日に起工し、1985年3月11日に進水、1986年9月20日に就役した。バンカー・ヒルはカリフォルニア州サンディエゴを母港として活動した。
バンカー・ヒルはそれまでの同型艦が装備していた Mk.26 ミサイルランチャーに変えて、Mk.41 垂直発射システム(VLS)を装備した最初のタイコンデロガ級である。この改修により BGM-109トマホーク・ミサイルが使用可能となり、艦の攻撃能力は大きく向上した。
就役後、パナマ運河経由で太平洋艦隊に加わり、第7艦隊所属で作戦活動に従事する。バンカー・ヒルは1987年7月に最初の作戦配備を行う。ペルシャ湾においてホルムズ海峡を通過する戦艦ミズーリ(USS Missouri, BB-63)を始めとするタンカーなどの各種艦艇に対して対空防御をほぼ一年にわたって行った。
1988年8月にバンカー・ヒルはサンディエゴから横須賀へ母港を変更し、空母ミッドウェイ空母戦闘グループに加わり4ヶ月の活動を行う。この配備でバンカー・ヒルは部隊勲功章を受章し、さらに初の戦闘効率賞を得た。
1990年11月、オペレーション・デザート・シールドおよびオペレーション・デザート・ストームに参加し、多国籍軍の空戦指揮艦を務め、イラク国内の攻撃目標に対しトマホーク・ミサイルを発射する最初の艦艇群の一隻であった。湾岸戦争の終結後にバンカー・ヒルはオペレーション・サザン・ウォッチに参加し、イラク南部の飛行禁止区域の警戒を行った。バンカー・ヒルは1993年にロシアのウラジオストックへ歴史的な訪問を行う。翌年、中華人民共和国の青島への訪問を行った。
1996年3月に中国人民解放軍が行ったミサイル発射実験を台湾南部で監視した（第三次台湾海峡危機）。
1998年7月に横須賀からサンディエゴへ母港を変更し、原子力空母エイブラハム・リンカーン戦闘グループに参加した。バンカー・ヒルは再びオペレーション・サザン・ウォッチに参加し、加えてイラクに対する国連制裁の臨検に参加した。その後東ティモールで人道支援を行う強襲揚陸艦タラワ揚陸即応グループの護衛と、クウェート沖での訓練演習に参加した。バンカー・ヒルは防空指揮艦の役割を果たし、揚陸即応グループへのミサイル巡洋艦の革新的な参加を実践した。
2000年に米艦コール襲撃事件が発生すると、バンカー・ヒルはバーレーンから展開し7隻の海軍艦艇に対して支援と護衛を行った。配備は67日間に渡って行われ、2001年2月に帰港した。
就役以来バンカー・ヒルはペルシャ湾へ6回展開し、8度の Battle "E" を受章し、そのうち1996年には5度の連続受賞により Golden Battle "E" を受賞した。
2006年3月にロッキード・マーティンは22隻の艦艇に対してイージスシステムの改良を行うことを発表した。これは、巡洋艦近代化計画の一環として行なわれるもので、バンカー・ヒルは改良の一番目であった。改修は2010年に終了し、これにより、本艦のイージスシステムはベースライン 8 CR2 / ACB08仕様に更新された。
2023年9月22日、バンカー・ヒルはサンディエゴで退役式典を行った。